# 20e Satellite Awards
De uitreiking van de 20e Satellite Awards, waarbij prijzen werden uitgereikt in verschillende categorieën voor film en televisie uit het jaar 2015, vond plaats in Los Angeles op zondag 21 februari 2016.

## Film - nominaties en winnaars
De nominaties werden bekendgemaakt op 1 december 2015.

### Beste film
- Spotlight
  - The Big Short
  - Black Mass
  - Bridge of Spies
  - Brooklyn
  - Carol
  - The Martian
  - The Revenant
  - Room
  - Sicario

### Beste regisseur
- Tom McCarthy – Spotlight
  - Lenny Abrahamson – Room
  - Tom Hooper – The Danish Girl
  - Alejandro G. Iñárritu – The Revenant
  - Ridley Scott – The Martian
  - Steven Spielberg – Bridge of Spies

### Beste actrice
- Saoirse Ronan – Brooklyn
  - Cate Blanchett – Carol
  - Blythe Danner – I'll See You in My Dreams
  - Brie Larson – Room
  - Carey Mulligan – Suffragette
  - Charlotte Rampling – 45 Years

### Beste acteur
- Leonardo DiCaprio – The Revenant
  - Matt Damon – The Martian
  - Johnny Depp – Black Mass
  - Michael Fassbender – Steve Jobs
  - Tom Hardy – Legend
  - Eddie Redmayne – The Danish Girl
  - Will Smith – Concussion

### Beste actrice in een bijrol
- Alicia Vikander – The Danish Girl
  - Elizabeth Banks – Love & Mercy
  - Jane Fonda – Youth
  - Rooney Mara – Carol
  - Rachel McAdams – Spotlight
  - Kate Winslet – Steve Jobs

### Beste acteur in een bijrol
- Christian Bale – The Big Short
  - Paul Dano – Love & Mercy
  - Michael Keaton – Spotlight
  - Mark Ruffalo – Spotlight
  - Sylvester Stallone – Creed
  - Benicio del Toro – Sicario

### Beste niet-Engelstalige film
- Saul fia (Son of Saul) 
  - Nie yin niang (The Assassin) 
  - Le Tout Nouveau Testament --
  - Ich seh, Ich seh (Goodnight Mommy) 
  - Zvizdan (The High Sun) 
  - Im Labyrinth des Schweigens 
  - Mustang --
  - En duva satt på en gren och funderade på tillvaron (A Pigeon Sat on a Branch Reflecting on Existence) ----
  - Que Horas Ela Volta? (The Second Mother) 
  - Sado (The Throne)

### Beste geanimeerde of mixed media film
- Inside Out
  - Anomalisa
  - The Good Dinosaur
  - The Peanuts Movie
  - The Prophet
  - Shaun the Sheep Movie

### Beste documentaire
- Amy
- The Look of Silence
  - Becoming Bulletproof
  - Best of Enemies
  - Cartel Land
  - Drunk Stoned Brilliant Dead: The Story of the National Lampoon
  - Going Clear: Scientology and the Prison of Belief
  - He Named Me Malala
  - The Hunting Ground
  - Where to Invade Next

### Beste origineel script
- Spotlight – Tom McCarthy en Josh Singer
  - Bridge of Spies – Matt Charman, Joel en Ethan Coen
  - Inside Out – Pete Docter, Meg LeFauve en Josh Cooley
  - Love & Mercy – Michael Alan Lerner en Oren Moverman
  - Straight Outta Compton – Jonathan Herman en Andrea Berloff
  - Suffragette – Abi Morgan

### Beste bewerkte script
- Steve Jobs – Aaron Sorkin
  - Black Mass – Jez Butterworth en Mark Mallouk
  - The Danish Girl – Lucinda Coxon
  - The Martian – Drew Goddard
  - The Revenant – Alejandro G. Iñárritu en Mark L. Smith
  - Room – Emma Donoghue

### Beste soundtrack
- Carol – Carter Burwell
  - The Danish Girl – Alexandre Desplat
  - Inside Out – Michael Giacchino
  - The Martian – Harry Gregson-Williams
  - Spectre – Thomas Newman
  - Spotlight – Howard Shore

### Beste filmsong
- "Til It Happens to You" – The Hunting Ground
  - "Cold One" – Ricki and the Flash
  - "Love Me like You Do" – Fifty Shades of Grey
  - "One Kind of Love" – Love & Mercy
  - "See You Again" – Furious 7
  - "Writing's on the Wall" – Spectre

### Beste cinematografie
- Mad Max: Fury Road – John Seale
  - Bridge of Spies – Janusz Kamiński
  - The Martian – Dariusz Wolski
  - The Revenant – Emmanuel Lubezki
  - Sicario – Roger Deakins
  - Spectre – Hoyte van Hoytema

### Beste visuele effecten
- The Walk
  - Everest
  - Jurassic World
  - Mad Max: Fury Road
  - The Martian
  - Spectre

### Beste montage
- Sicario – Joe Walker
  - Bridge of Spies – Michael Kahn
  - Carol – Affonso Goncalves
  - The Martian – Pietro Scalia
  - Spectre – Lee Smith
  - Steve Jobs – Elliot Graham

### Beste geluidseffecten
- The Martian
  - Jurassic World
  - Inside Out
  - Mad Max: Fury Road
  - Sicario
  - Spectre

### Beste Art Direction
- Bridge of Spies – Adam Stockhausen
  - Cinderella – Dante Ferretti
  - The Danish Girl – Eve Stewart
  - Macbeth – Fiona Crombie
  - Mad Max: Fury Road – Colin Gibson
  - Spectre – Dennis Gassner

### Beste kostuums
- The Assassin – Wen-Ying Huang
  - Cinderella – Sandy Powell
  - The Danish Girl – Paco Delgado
  - Far from the Madding Crowd – Janet Patterson
  - Macbeth – Jacqueline Durran
  - The Throne – Shim Hyun-seob

### Beste rolbezetting
- Spotlight – Mark Ruffalo, Michael Keaton, Rachel McAdams, Liev Schreiber, John Slattery, Brian d'Arcy James en Stanley Tucci

## Televisie - nominaties en winnaars

### Beste dramaserie
- Better Call Saul
  - American Crime
  - Bloodline
  - Deutschland 83
  - Fargo
  - Mr. Robot
  - Narcos
  - Ray Donovan

### Beste komische of muzikale serie
- Silicon Valley
  - Brooklyn Nine-Nine
  - Jane the Virgin
  - Sex&Drugs&Rock&Roll
  - The Spoils Before Dying
  - Unbreakable Kimmy Schmidt
  - Veep

### Beste miniserie
- Flesh and Bone
  - The Book of Negroes
  - Saints & Strangers
  - Show Me a Hero
  - Wolf Hall

### Beste televisiefilm
- Stockholm, Pennsylvania
  - Bessie
  - Killing Jesus
  - Nightingale

### Beste genre-serie
- The Walking Dead
  - American Horror Story: Hotel
  - Game of Thrones
  - Humans
  - Into the Badlands
  - The Leftovers
  - Jonathan Strange & Mr Norrell
  - Orphan Black
  - Penny Dreadful

### Beste actrice in een dramaserie
- Claire Danes – Homeland als Carrie Mathison
  - Kirsten Dunst – Fargo als Peggy Blomquist
  - Lady Gaga – American Horror Story: Hotel als The Countess
  - Taraji P. Henson – Empire als Cookie Lyon
  - Felicity Huffman – American Crime als Barbara “Barb” Hanlon
  - Tatiana Maslany – Orphan Black als verschillende personages
  - Robin Wright – House of Cards als Claire Underwood

### Beste acteur in een dramaserie
- Dominic West – The Affair als Noah Solloway
  - Kyle Chandler – Bloodline als John Rayburn
  - Timothy Hutton – American Crime als Russ Skokie
  - Rami Malek – Mr. Robot als Elliot Alderson
  - Bob Odenkirk – Better Call Saul als Saul Goodman
  - Liev Schreiber – Ray Donovan als Ray Donovan

### Beste actrice in een komische of muzikale serie
- Taylor Schilling – Orange Is the New Black als Piper Chapman
  - Jamie Lee Curtis – Scream Queens als Dean Cathy Munsch
  - Julia Louis-Dreyfus – Veep als Selina Meyer
  - Amy Poehler – Parks and Recreation als Leslie Knope
  - Gina Rodriguez – Jane the Virgin als Jane Villanueva
  - Lily Tomlin – Grace and Frankie als Frankie Bergstein

### Beste acteur in een komische of muzikale serie
- Jeffrey Tambor – Transparent als Maura Pfefferman
  - Louis C.K. – Louie als Louie
  - Will Forte – The Last Man on Earth als Phil Miller
  - Colin Hanks – Life in Pieces als Greg Short
  - Chris Messina – The Mindy Project als Dr. Danny Castellano
  - Thomas Middleditch – Silicon Valley als Richard Hendriks

### Beste actrice in een televisiefilm of miniserie
- Sarah Hay – Flesh and Bone als Claire Robbins
  - Samantha Bond – Home Fires als Frances Barden
  - Aunjanue Ellis – The Book of Negroes als Aminata Diallo
  - Claire Foy – Wolf Hall als Anne Boleyn
  - Queen Latifah – Bessie als Bessie Smith
  - Cynthia Nixon – Stockholm, Pennsylvania als Marcy Dargon

### Beste acteur in een televisiefilm of miniserie
- Mark Rylance – Wolf Hall als Thomas Cromwell
  - Martin Clunes – Arthur & George als Arthur Conan Doyle
  - Michael Gambon – The Casual Vacancy als Howard Mollison
  - Oscar Isaac – Show Me a Hero als Nick Wasicsko
  - Damian Lewis – Wolf Hall als Hendrik VIII van Engeland
  - Ben Mendelsohn – Bloodline als Danny Rayburn
  - David Oyelowo – Nightingale als Peter Snowden

### Beste actrice in een bijrol in een serie, miniserie of televisiefilm
- Rhea Seehorn – Better Call Saul als Kim Wexler
  - Catherine Keener – Show Me a Hero als Mary Dorman
  - Regina King – American Crime als Aliyah Shadeed
  - Helen McCrory – Penny Dreadful als Evelyn Poole
  - Mo'Nique – Bessie als Ma Rainey
  - Julie Walters – Indian Summers als Cynthia Coffin

### Beste acteur in een bijrol in een serie, miniserie of televisiefilm
- Christian Slater – Mr. Robot als Mr. Robot
  - Jonathan Banks – Better Call Saul als Mike Ehrmantraut
  - Peter Dinklage – Game of Thrones als Tyrion Lannister
  - Elvis Nolasco – American Crime als Carter Nix
  - Michael K. Williams – Bessie als Jack Gee

## Special achievement awards
- Humanitarian Award: Spike Lee